# الزهراء شعبان
الزهراء شعبان (مواليد 30 مارس 1991) هي لاعبة رماية مصرية. شاركت في منافسات 10 متر بندقية هواء و50 متر بندقية 3 أوضاع فردي سيدات، ومنافسات 10 متر بندقية هواء فرق مختلطة في الألعاب الأولمبية الصيفية 2020 في طوكيو.